# Stella (1950)
Stella é um filme de comédia estadunidense de 1950 dirigido por Claude Binyon e estrelado por Ann Sheridan, Victor Mature e Leif Erickson. O filme foi adaptado do romance Family Skeleton de Doris Miles Disney, publicado um ano antes. Foi lançado pela 20th Century Fox.

## Elenco
- Ann Sheridan como Stella Bevans
- Victor Mature como Jeff DeMarco
- Leif Erickson como Fred Anderson Jr.
- David Wayne como Carl Granger
- Randy Stuart como Claire
- Marion Marshall como Mary
- Frank Fontaine como Don
- Evelyn Varden como Flora
- Lea Penman ..Sra. Calhoun
- Joyce MacKenzie como Peggy Denny
- Hobart Cavanaugh como Tim Grosss

## Recepção
O New York Times escreveu: "Com um elenco estelar, incluindo David Wayne e Ann Sheridan; e, no geral, diálogos brilhantes e muitas vezes sarcásticos, o Sr. Binyon cria um filme surpreendentemente hilário".